# 尾崎惠
尾崎惠（尾崎 恵，1978年12月7日 - ），是日本女性配音員、演員。以前屬於AIR AGENCY。出生於愛知縣的岡崎市。

## 出演作品

### 電視動畫
2009年
- 獸之奏者 艾琳（ハヌカ、學生）
- 寶石寵物（奈弗萊）
- 奇奇的異想世界（小雞、小孤狸）

2010年
- 寶石寵物 Twinkle☆（奈弗萊）
- はなかっぱ（母親、つねなり、蜻蜓、迷之兒童、アリくん、小グモのクモ助）

2011年
- 寶石寵物 Sunshine（奈弗萊）

2013年
- 寶石寵物 Kira☆Deco！（奈弗萊）

### 配音
- PLANZET

## 外部連結
- 公式檔案